# Dominikalland
Unter Dominikalland (lat.: terra dominica, dominicalis, indominicata, terra salica) verstand man im Mittelalter Herrschaftsland, also Land, das direkt durch die Herrschaft (in der Regel Adel oder Kirche) bewirtschaftet wurde. Auf dem Dominikalland hatten die Leibeigenen Frondienst zu leisten.